# アプリケーションパッケージ
アプリケーションパッケージ (Application Package) とは、macOSにおいて、プログラムと、そのプログラムだけが参照するデータや、プログラムアイコンを一つのフォルダに入れておき、プログラムのインストールとアンインストール、管理を容易に行えるようにする仕組みのこと。単にパッケージと呼ぶこともある。バンドル（Bundle）の一種である。

## 概要
NEXTSTEP / OPENSTEPでも採用されているほか、Classic Mac OS 9でもサポートしている（ただし、扱えないものもある）。
Finderは、パッケージ内部に配置されたプロパティリストと呼ばれるXMLの記述の通りにパッケージのアイコンや情報を割り当て、このパッケージをあたかも一つのファイルのように見せかける。そして、パッケージの最上位のフォルダを開こうとすると、中のプログラムが起動するようになっている。
アプリケーションをパッケージ化するには、Appleが提供する統合開発環境Xcodeに含まれるPackage Maker (PackageMaker.app) を用いる。拡張子は「pkg」。

## その他
- マイクロソフトでも、Windows 8用アプリケーション（Windows ストア アプリ）の開発に関して、アプリケーションパッケージという表記を用いる（アプリケーション パッケージの作成）。
- Unix系のパッケージについてはパッケージ管理システムに詳しい。
- 独SAPのABAPスタックのシステムでは移送対象のオブジェクト（プログラム）をまとめるためにパッケージという概念を使用する。